# Hardenberg (miasto)
Hardenberg – miasto w Holandii, w prowincji Overijssel. W 2011 roku liczyło 18 300 mieszkańców.